# Tito Nieves
Humberto "Tito" Nieves est un chanteur de salsa né le 4 juin 1958 à Río Piedras (Porto Rico) et qui a grandi à New York.

## Biographie
En 1975, il rêve en regardant un poster de la Fania All Stars d'être un jour aux côtés de Tito Puente, Johnny Pacheco et Celia Cruz et décide que la musique sera son avenir.
Il débute dans le groupe new-yorkais Orquesta Cimarron.
En 1977, il chante avec Héctor Lavoe puis effectue ses premières sessions de studio d'enregistrement en tant que chanteur principal de Tairbori. Il chante ensuite avec El Conjunto Clásico. 
Tito Nieves réalise son rêve en se retrouvant sur les mêmes scènes que Celia Cruz et Tito Puente.
En 1986, il se lance dans une carrière solo.
Sa reprise du boogaloo I like it like that de Joe Cuba façon Dance connaît un énorme succès et est utilisée dans des publicités (Burger King…), des programmes de télévision ou encore des événements sportifs.  Ce titre fait aussi partie de la bande originale du film homonyme.
Pour sa chanson La salsa vive, il invite Celia Cruz, Gilberto Santa Rosa, Cheo Feliciano et Ismael Miranda.
En 2000, sa chanson Un Amor Así entre au Top 10 du Billboard. Il sort ensuite Dime Como Llegó a tu Amor, duo avec le légendaire Rubén Blades. Quatre ans plus tard, en 2004, Tito Nieves, affligé par la perte de son fils, sort un album plus intime : Fabricando Fantasías.
En 2006 est sorti l'album Hoy, Mañana Y Siempre, produit par Sergio George.

## Récompenses
- Il a obtenu 3 Prix ACE :
  - 1994 : Chanteur de l'année
  - 1996 : Meilleur clip (Vuelvo Enamorar)
  - 1997 : Meilleur artiste new-yorkais
- 1998 : Nommé aux Billboard Awards pour son album Clase Aparte
- 1999 : Prix Globo du meilleur chanteur tropical
- 2000 : Premio Lo Nuestro pour la chanson Así Mismo Fue
- 2002 : Grammy du meilleur album de Salsa.

Pour lui, sa plus belle récompense reste le surnom que lui a donné Johnny Pacheco : Le "Pavarotti de la salsa".

## Discographie
- The Classic (RMM 1988)
- Yo Quiero Cantar (RMM 1989)
- Déjame Vivir (RMM 1991)
- Rompecabeza - The Puzzle (RMM 1993)
- Perfecta Combinacion - Familia RMM (RMM 1993) - track "Tu Por Aqui Y Yo Por Alla" with Tony Vega
- I Like It Like That Soundtrack Vol. 2 (Sony Discos 1994) - track "I Like It" with The Blackout All-Stars
- Un Tipo Común (RMM 1995)
- I Like It Like That (RMM 1997)
- Serie Cristal Greatest Hits (RMM 1997)
- Dale Cara A La Vida (RMM 1998)
- Clase Aparte (RMM 1999)
- Asi Mismo Fue (RMM 2000)
- En Otra Onda (WEA Latina 2001)
- Muy Agradecido (WEA Latina 2002)
- Fabricando Fantasías (SGZ 2004)
- Hoy, Mañana, y Siempre (SGZ 2005)
- Canciones Clasicas De Marco Antonio Solís (La Calle 2007)
- En Vivo (La Calle 2007)
- Dos Canciones Clasicas De Marco Antonio Solís (Machete/Universal 2008)
- Entre Familia (ZMG 2010)
- Mi Última Grabación (TNM 2011)
- Que Seas Feliz (Top Stop 2012)
- Mis Mejores Recuerdos (Top Stop 2013)
- En Dos Idiomas (Top Stop 2015)

### Participations
- Temptation - Brenda K. Starr (Sony Discos 2002) - track "Por Ese Hombre" with Brenda K. Starr & Victor Manuelle
- Soy Diferente - India (SGZ 2006) - track "No Es Lo Mismo" with India
- Dicen Que Soy - India (RMM 1994) - track "No Me Conviene" with India
- The Sir George Collection (Sir George/WEA Latina 1998) - track "I Like It"
- Recordando a Selena - Familia RMM (RMM 1996) - track "No Me Queda Mas"
- Tropical Tribute to the Beatles - Familia RMM (RMM 1996) - track "Let It Be" with Tito Puente
- De Todo Un Poco - Ray Sepulveda (RMM 1997) - track "La Dama De Mis Amores" with Ray Sepulveda
- Arjona Tropical (Sony Discos 2001) - track "Tu Reputacion"
- 25° Aniversario con Conjunto Clasico (WEA Latina 2003)
- Edicion Especial - Ismael Miranda (SGZ 2005) - track "Eterno Nino Bonito" with Gilberto Santa Rosa & Ismael Miranda
- Mambo King 100th LP - Tito Puente (RMM 1991) - track "Nuestro Amor"

## Site officiel
http://www.titonieves.com